# Edward H. Smith (polityk)
Edward Henry Smith (ur. 5 maja 1809 w Smithtown, zm. 7 sierpnia 1885 tamże) – amerykański polityk, członek Partii Demokratycznej.

## Działalność polityczna
W okresie od 4 marca 1861 do 3 marca 1863 przez jedną kadencję był przedstawicielem 1. okręgu wyborczego w stanie Nowy Jork w Izbie Reprezentantów Stanów Zjednoczonych.